# Alberto María Fonrouge
Alberto María Fonrouge (Buenos Aires, 6 de marzo de 1913 - La Falda, 28 de marzo de 2012)  fue un político argentino, fundador del Partido Conservador Popular junto a Vicente Solano Lima. Fue senador nacional por la provincia de Buenos Aires en el período legal comprendido entre el 3 de mayo de 1973 y el 31 de marzo de 1977, pero por el golpe militar, dejó su cargo el 24 de marzo de 1976.

## Biografía
Entre los años 1956 -1957, el Dr. Solano Lima y el Dr. Alberto Fonrouge proponen en el seno del Partido Conservador hacer una alianza y pacto político con el expresidente Juan Domingo Perón de pacificación nacional y acuerdo de los programas sociales de la doctrina justicialista.
En dicha convención del Partido Conservador se rechaza la propuesta. Lima y Fonrouge, renuncian y forman con otros correligionarios la Fundación del Partido Conservador Popular encaminados a pactar una alianza con el Peronismo y otras fuerzas que compartían esa acción política de futuro por la unidad nacional.
El Dr. Fonrouge en los años del 1955 a 1959, durante la dictadura de Pedro Eugenio Aramburu, estuvo atento a la defensa de dirigentes peronistas detenidos y perseguidos. Entre estos muchos sindicalistas de Lanús y la zona sur de Buenos Aires: La Plata, (donde tenía estudios Jurídicos), Cañuelas, Lomas de Zamora (su ciudad) y Capital Federal. Muchos de estos detenidos perseguidos lograron su libertad por acciones del Dr. Fonrouge como abogado defensor que luego exiliaba al Uruguay en su avión Cessna monomotor. Él lo piloteaba personalmente, a dos metros del nivel del río para no ser detectado por radares militares de la época y evitar posibles fusilamientos. Como uno de los casos en la Comisaría de Lanús testimoniado por Don Manolo Quindimil, caudillo peronista de la zona, mencionando que el Dr. Alberto Fonrouge salvó la vida de unos cuantos dirigentes. Entre estos los demócrata cristianos (José Antonio Allende), el MID Arturo Frondizi, Jorge Seltzer del socialismo nacional, y otros, sumando también a los sindicatos afines.
Posteriormente se sumaron la UCR que presidía el Ricardo Balbín y se crea la Hora del Pueblo en la concepción de formar un frente político. Alberto Fonrouge es designado por estas fuerzas y dirigentes a concurrir las primeras conversaciones con el general Perón en la calle Arce Nº 9, en Madrid, que fue el primer domicilio del general en su exilio a España.
Los viajes se sucedieron en varias oportunidades a medida que avanzaban los acuerdos de fuerzas políticas en Argentina y reclamaban que fuese el Dr. Fonrouge el interlocutor ante el general Perón; éste acepta que así sea, por demostrada confianza, en situaciones de gran complejidad política y social.
Con motivo de ello, el Dr. Alberto Fonrouge es designado secretario general de la Hora del Pueblo, en segunda oportunidad en el mismo cargo en el FRECILINA, y posteriormente en el FREJULI. En este último solicitado a las fuerzas políticas por pedido del general Perón y aceptado por unanimidad.
En 1970 comienza a organizarse el regreso del general Perón a la Argentina. El trabajo del Dr. Alberto Fonrouge cumplía los objetivos y acuerdos políticos necesarios para afianzar una salida electoral en un frente político que incluiría a la UCR. Esto es gracias a la labor política y a la relación y respeto personal del Dr. Fonrouge que era considerado por Dr. Balbín.
Perón designa como responsable y organizador del viaje del retorno al Dr. Alberto Fonrouge. Además, le indica que lo sume de colaborador al brigadier (RE) Pons Bedoya, para el operativo del vuelo y contratación del famoso chárter.
Las listas de los que estarían autorizados a acompañar el vuelo eran enviadas al General Perón, quien las aprobaba o desechaba a su entender, una tarea que el Dr. Fonrouge cumplió puntillosamente. Posteriormente y como secretario general del FREJULI, se encargó de informar al general Perón de quiénes eran los políticos de cada Provincia que tenían mejor capacidad electoral y podían sumar votos.
En su Estudio Jurídico de la Calle Tucumán 1452 (lugar histórico) se redactaron las listas de todo el país de candidatos a futuros gobernadores y legisladores, ya que además de ser el secretario general del FREJULI el Dr. Fonrouge fue designado por Perón como apoderado ante la Justicia Electoral. Tarea que cumplió con la aceptación, respeto y consideración de todas las fuerzas aliadas.
El día del retorno, la llegada del vuelo en Ezeiza, el general Perón y su comitiva se encontraron con la fuerza militar que le impedían salir del Aeropuerto y poder ir a su domicilio en la calle de Gaspar Campos. Sospechaba que sería detenido y en consecuencia Perón le indicó al Dr. Fonrouge (como secretario general del FREJULI) que saliera de las instalaciones del Aeropuerto de Ezeiza y llamara a una conferencia de prensa urgente.
La indicación del general Perón era que él se iría a alojar al Hotel del Aeropuerto y que el Dr. Fonrouge llevara dos comunicados y expusiera en dicha conferencia de prensa uno de los dos: o bien la realidad de la detención, o bien que Perón iría a su domicilio luego de saludar a los dirigentes que le esperaban allí. El Perón solicitó al Dr. Fonrouge que se ubicara de frente a los ventanales de unas habitaciones concretas desde donde éste pudiera verle, y le indicó que si bajaba las persianas debía comunicar que Perón estaba detenido por las Fuerzas Armadas a cargo del brigadier Ezequiel Martínez, pero que si se mantenían levantadas debía decir que viajaría en unas horas a su domicilio.
Estos fueron momentos de mucha tensión ya que al salir el Dr. Fonrouge al exterior a dictar esa conferencia las tropas asignadas en el sitio prepararon el armamento para intimidar esta acción que el Dr. Fonrouge tenía asignada y eso fortaleció ante el general Perón la relación personal, de respeto, lealtad y afecto por éste, que fuere su hombre de confianza como extra partidario.
Al ser rechazada por el Gobierno del general Lanusse la candidatura del general Perón, éste designa al Dr. Héctor J. Cámpora su candidato y Perón le solicita y le indica al Dr. Cámpora que el compañero de fórmula será el Dr. Alberto Fonrouge, designación que este último rechaza y sostiene que esa distinción era para su jefe político, el Dr. Solano Lima. Perón llama al Dr. Fonrouge desde España para informarle de que no comprendía su renuncia a tal cargo, y le pregunto qué quería ser en el futuro Gobierno, a lo que el Dr. Fonrouge constató ser senador de la nación por su Provincia de Buenos Aires, candidatura aceptada por el general, destacándose que fue una lista que logró una gran cantidad de votos en las elecciones posteriores.
Perón admiraba al Dr. Fonrouge en su acción de armonía para con los otros dirigentes. En el año 1974 el Bloque de la UCR hizo un homenaje al senador Fonrouge por su condición de dicha personalidad y respeto por su oponentes. Consta en los diario de sesiones este acto como también su labor parlamentaria que entre otros proyectos permitió crear y fundar la Universidad Nacional de Lomas de Zamora.
En momentos de las grandes dificultades que encontró Perón durante su presidencia y en permanentes charlas personales con el senador Fonrouge, le solicitaba delante de Isabel Perón —que sabía de su final y que la infiltración a su movimiento iba a traer la posterior asonada militar que sería sangrienta e irracional por parte de ambos bandos en pugna y que encontraría a pocos amigos y consejeros en su apoyo—, estar cercano a ella en sus dificultades y a su mujer le pedía que confiara en los consejos del Dr. Fonrouge y en el Dr. Ricardo Balbín.
Que el peronismo estaba fragmentado, infiltrado, y muy pocos acompañarían el final del gobierno de Isabel Perón, lo dicho por el Gral. Perón, ocurrió con precisa óptica de análisis.
Ya fallecido Perón, el senador Fonrouge cumplió con su mandato siendo uno de los pocos que se presentó en la residencia de Olivos, en dos graves oportunidades en el intento de golpe de Estado del brigadier Jesús Orlando Capellini, y la noche de la Rosada donde la despidió antes de subir al helicóptero que la secuestró (las otras dos personas eran el Dr. Pedro E. Vázquez, la diputada Fadúl de Sobrino y el senador Fonrouge), posteriormente cuando se disipó esa primera rebelión, se apersonaron otros.
El 25 de marzo de 1976 el senador Fonrouge y su hijo Raúl, quien siempre acompañó en su actividad de la época siendo testigo presencial de muchos acontecimientos, concurrieron al Senado de la Nación a retirar documentos personales y archivos de su labor. 
Entre los recuerdos posteriores del Golpe, y en pleno Gobierno Militar, son detenidos en Rosario Santa Fe el vicepresidente del Justicialismo Dr. Bitell y un dirigente sindicalista de Avellaneda, Herminio Iglesias. El único que se apersonó de forma espontánea en la defensa fue el Dr. Fonrouge, logrando la libertad de los detenidos. En reconocimiento posterior a ello, fue designado apoderado del Partido Justicialista de Buenos Aires en 1982, sumado al gabinete de campaña del su amigo y compañero de lisita en el 73, Dr. Italo Luder, quien le solicitó fuera uno de sus ministros si llegaba a la presidencia, puesto que desechó el Dr. Fonrouge y solicitó ser embajador ante la Santa Sede, que contaba con el apoyo de su excelente relación con el Clero y que desde ese lugar aportaría importantes servicios en Europa para el país.
En la Presidencia del Dr. Carlos Menem lo distinguió y le fue ofrecida por éste la cartera del Ministerio de Defensa, la cual el Dr. Fonrouge rechazó y posteriormente finalizando su actividad en el año 1985 en la designación de Juez de La Corte Suprema de La Nación, cargo ofertado y propuesto por su amigo el Dr. Ricardo Levene (hijo), tarea que desempeñó a sus 85 años, ya que renunció al cobro de su sueldo de rango de Ministro de La Corte. porque consideraba que era jubilado a pesar de que pudo cambiar de caja jubilatoria con mejor retiro.
En esos años continuó a cargo de las cátedras de Derecho Constitucional en las Universidad de Buenos Aires, Universidad El Salvador y Universidad Kennedy, retirado de la actividad catedrática a los 88 años.
Desempeñó el cargo de juez de la Suprema Corte de Justicia. Participó en el viaje de regreso definitivo del general Perón al país, y uno de los apoderados del Frente Justicialista de Liberación.

## Obras
Es autor de las obras:
- Las Malvinas, el Beagle y el Congreso Nacional
- Objetivos jurídicos-políticos de la ley que proclama el día de las Islas Malvinas
- ¿Un Primer Ministro en la Argentina?